# Gotzenalm
Die Gotzenalm ist eine Alm in den Gotzenbergen am westlichen Rand des Hagengebirges über dem Königssee in den Berchtesgadener Alpen in Schönau am Königssee im Landkreis Berchtesgadener Land. Sie liegt in der Pflegezone des Nationalparks Berchtesgaden und wurde 790 erstmals erwähnt.

## Beschreibung
Auf der freien Hochfläche liegen mehrere Kaser verstreut, darunter der im Sommer bewirtschaftete Springlkaser, der auch Übernachtungsmöglichkeiten bietet. Die Hütte ist ein bei Bergsteigern und Wanderern beliebter alpiner Stützpunkt für Touren im Hagengebirge oder beim Übergang ins Steinerne Meer. Darüber hinaus wird die Gotzenalm als eigenständiges Ziel vielfach von Tagesgästen besucht, die zumeist den einfachsten Zugang von der Jennerbahn-Mittelstation über die Priesbergalm wählen. Auch unter Mountainbikern gilt die Alm als lohnendes Ausflugsziel. Etwas oberhalb der Gotzenalm,  in rund einer Viertelstunde Gehzeit bequem zu erreichen, bietet der Aussichtspunkt des Feuerpalfens einen lohnenden Tiefblick auf den Königssee und den gegenüber aufragenden Watzmann mit seiner imposanten Ostwand. 

## Geschichte
Erstmals erwähnt wurde die Alm als „ganzo“ 790 in der Notitia Arnonis.

## Zugänge
- Vom Ort Königssee (605 m) über Hochbahn, Königsbachalm und Gotzentalalm, leicht, Gehzeit: 3½ Stunden
- Vom Parkplatz Hinterbrand (1100 m) über Höhenweg, Priesbergalm und unteren Hirschenlauf, mittel, Gehzeit: 3½ Stunden
- Ab Jennerbahn-Mittelstation über Höhenweg, Königsbachalm und Gotzentalalm, leicht, Gehzeit: 3 Stunden
- Vom Bootsanleger Kessel (605 m) über den Kesselsteig und die Gotzentalalm, leicht, Gehzeit: 3½ Stunden
- Vom Bootsanleger Salet (605 m) über den Kaunersteig und die Regenalm, mittel, Gehzeit: 3 Stunden

## Übergänge
- Schneibsteinhaus (1670 m) bzw. Carl-von-Stahl-Haus (1736 m)
  - über unteren Hirschenlauf, Priesbergalm und Königstalalm, mittel, Gehzeit: 4 Stunden
  - über Regenalm, Hochgschirr, Seeleinsee und Schneibstein, mittel, Gehzeit: 7 Stunden (ab Seeleinsee Teil der Kleinen Reibn)
- Wasseralm über Regenalm, Landtal und Höhenweg, mittel, Gehzeit: 4½ Stunden

## Gipfelbesteigungen
- Feuerpalfen (1741 m), leichter Hüttengipfel mit Blick auf Sankt Bartholomä, Gehzeit: 15 Minuten
- Kahlersberg (2350 m) über Regenalm und Hochgschirr, mittel, kurz gesichert, Gehzeit: 3½ Stunden
- Gotzentauern (1858 m) und Hohes Laafeld (1930 m) sind teilweise weglos bzw. über nicht markierte Steige erreichbar

## Hirschenlauf
Als Hirschenlauf werden drei zum Teil versicherte Steige in den Hängen des Gotzentauerns oberhalb des Königssees bezeichnet, von denen zwei den Übergang von der Priesberg- zur Gotzenalm erlauben. Der untere Hirschenlauf verläuft überwiegend auf einer Seehöhe von rund 1400 Metern. Er stellt keine besonderen Ansprüche und ist als AV-Weg 495 markiert. Rund 200 Meter höher zieht der mittlere Hirschenlauf, der deutlich höhere Anforderungen an das Orientierungsvermögen und die Trittsicherheit des Begehers stellt, als Steig durch die waldreichen Hänge. Unterer und mittlerer Hirschenlauf trennen sich, von Priesberg kommend, kurz hinter dem Einschnitt des wasserführenden Abwärtsgrabens und vereinigen sich wieder nördlich unterhalb der Gotzenalm. Neben diesen beiden gibt es noch den oberen Hischenlauf, der nochmals ein gutes Stück höher aus dem Stiergraben heraus auf den Sattel zwischen Gotzentauern und Hohem Laafeld führt. Diese alte Steiganlage ist großenteils verfallen. Einige frühere Sicherungen befinden sich in einem maroden Zustand.